# Emily Mary Osborn
Emily Mary Osborn   (Londres, 1828 - St. John's Wood, 1925) fou una pintora victoriana coneguda per la visió de la dona i els nens a les seves pintures de gènere.
Des de petita va sentir la passió per pintar però no pogué desenvolupar-la fins que la seva família es va mudar a Londres, on va poder seguir estudis formals d'art. Les seves pintures eren molt apreciades, fet que li va permetre exposar a la Royal Academy of Arts des dels disset anys. El quadre més conegut d'aquesta època és Nameless and Friendless (Sense un nom i sense amics, 1857), on representa el dolor d'una vídua.
A la seva etapa adulta va patir pèrdues familiars que van provocar el seu allunyament de l'art. Es va allistar com a infermera a la guerra francoprussiana. Novament a casa després del conflicte, se centrà en la producció de retrats i la pintura de viatges, especialment estampes de Venècia i Algèria, que coneixia de primera mà. Va morir als 97 anys.

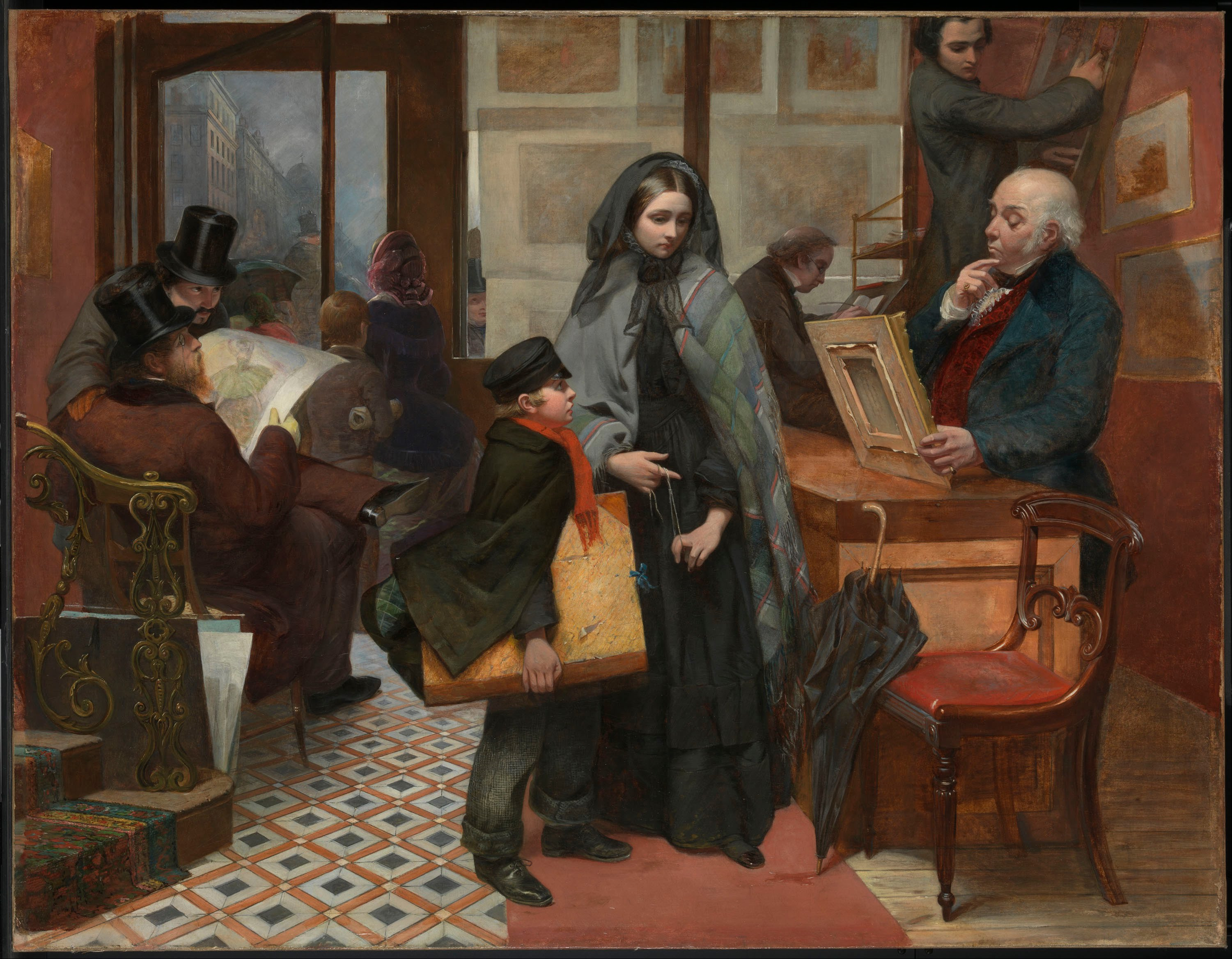
La seva obra més famosa, amb la vídua al centre